# Kościół św. Doroty w Będzinie
Kościół św. Doroty w Będzinie – kościół z XVII wieku w Będzinie-Grodźcu na Górze św. Doroty, wpisany do rejestru zabytków nieruchomych województwa śląskiego. Kościół filialny parafii św. Katarzyny w Będzinie-Grodźcu.

## Historia
Kościół wybudowany w 1635 roku na wzgórzu Przemienienia Pańskiego przez ks. Wojciecha Lipnickiego z funduszu swej krewnej Doroty Kąckiej, ksieni klasztoru sióstr Norbertanek w Krakowie na Zwierzyńcu. W tym czasie kościół parafialny uległ zniszczeniu przez pożar. 10 października 1638 został konsekrowany przez sufragana krakowskiego Tomasza Oborskiego. W latach 1638–1730 kościół św. Doroty spełniał rolę kościoła parafialnego, następnie kościół miał osobnego kapelana podległego proboszczowi Grodzieckiemu.
Prebendariuszami kościoła byli :
- Ks. Marcin Jaworski 1622-1655
- ks. Krzysztof Zabiegałowski 1676
- ks. Błażej Jaguszowicz 1687 – 1688
- ks. Maciej Nowakowski 1702-1709
- ks. Jan Uniszewski 1724-1737 (1735 roku wybudował ołtarz św. Doroty)
- ks. Wojciech Adamiecki 1736
- ks. Michał Kordaszewski 1740
- ks. Józef Czerwiński 1784
- ks. Józef Grabczyński 1812

Wzgórze stało się głośne w 1865 roku, gdy kroniki parafialne zapisały dziwne zdarzenie: „Oto Marcin Kotuła, robotnik śląski z Kamienia koło Piekar, mając ciężko chorego syna ujrzał we śnie Matkę Boską Piekarską i usłyszał Jej głos - >>Serce moje jest zawsze pełne miłości dla nieszczęśliwych mieszkańców ziemi śląskiej<< i dodała: >>wstań, dziecię twe powróci do zdrowia<<." Z wdzięczności za uzdrowienie Marcin Kotuła kupił w Piekarach obraz Matki Bożej z pierścieniem na palcu i postanowił przynieść go na wzgórze, lecz podczas przekraczania granicy pruskiej został aresztowany i osadzony w więzieniu w Olkuszu. Po wyjściu pozostawiony podczas aresztowania obraz został uroczyście przeniesiony do kościoła św. Doroty – takie bowiem było życzenie Matki Bożej, a miało to miejsce w uroczystość Przemienienia Pańskiego 6 VIII 1865 roku. Obraz skradziono w 1968 roku, lecz w 1971 r. wykonano jego kopię, która znajduje się w kościółku do dziś. 
Kościół przez wieki przechodził różne koleje losu; wojny zniszczyły go, za czasów pruskich zostały zdewastowane grobowce, a zrabowane wyposażenie, w tym organy, wywiezione, aż wreszcie kościół zamieniony został w stajnię. W późniejszym czasie, kościół zaczynał popadać w stan ruiny. Dopiero w 1946 roku odbudowano świątynię, której poświęcenia dokonał ks. biskup Teodor Kubina 10 sierpnia 1947 roku. W latach 80. XX wieku kościół został ankrowany, a w 1985 r. do kościoła ufundowano obrazy przedstawiające sceny z życia św. Doroty. Obecnie podziemia kościoła są zalane żelbetonem.

## Architektura

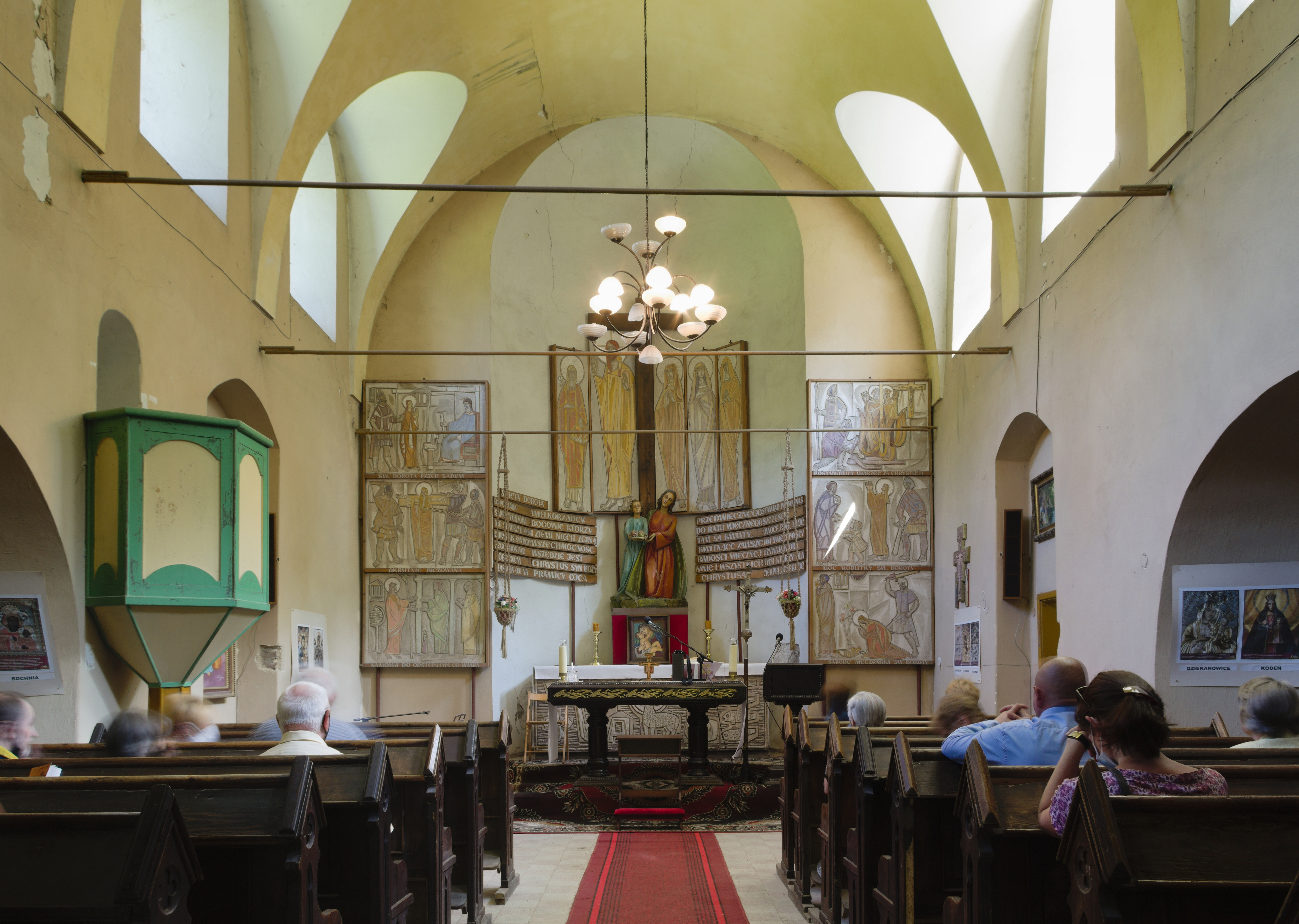
Wnętrze (2021)

Kościół jest wykonany w konstrukcji murowanej, kamiennej, ceglano-kamiennej lub ceglanej na zaprawie wapiennej. Mury mają grubość od 1 do 1,25 m. Fundamenty wykonane są z kamienia łamanego. Jego powierzchnia to 180 m², wysokość wieży - 20 m. Kościół posiada ogrodzenie z kamienia łamanego.

## Dostęp
Kościół jest otwarty:
- w uroczystość patronki św. Doroty 6 lutego (msza o 15.oo)
- w uroczystość Przemienienia Pańskiego 6 sierpnia (odpust przenoszony zazwyczaj na niedzielę)
- msza św. o 15:00, 6. dnia każdego miesiąca (dodatkowo np. 14.II, 11.XI).